# Hochschule Niederrhein
Die Hochschule Niederrhein / University of Applied Sciences (bis 2001 Fachhochschule Niederrhein), hat ihren Hauptsitz mit Präsidium und Verwaltung in Krefeld; die Fachbereiche verteilen sich auf die beiden Campus in Krefeld und einen in Mönchengladbach.

## Geschichte
Die Hochschule Niederrhein wurde am 1. August 1971 mit damals mit 3.660 Studierenden als Fachhochschule Niederrhein gegründet und ist ein Zusammenschluss von acht Höheren Fachschulen, drei Ingenieurschulen und der Werkkunstschule Krefeld im Raum Krefeld-Mönchengladbach.
Den Grundstein legte die Gründung der Höheren Webschule zu Crefeld Mitte des 19. Jahrhunderts, welche in den heutigen Fachbereich Textil- und Bekleidungstechnik der Hochschule aufging. Mit den Jahren kamen weitere Höhere Fachschulen dazu, welche für die heutige Fachausprägung an der Hochschule eine entscheidende Rolle gespielt haben, darunter 1883 die Königliche Webe-, Färberei- und Appreturschule, 1904 die Handwerker- und Kunstgewerbeschule (Crefelder Werkkunstschule) und 1958 die Staatliche Ingenieurschule für Maschinenwesen. In den ersten 100 Jahren bis zur Mitte des 20. Jahrhunderts waren die heutigen Fachbereiche Chemie, Textil- und Bekleidungstechnik sowie Design prägend für die Region. Später kamen der Fachbereich Elektrotechnik, Maschinenbau und Wirtschaft hinzu. Die Fachbereiche Wirtschaftsingenieurwesen und Gesundheitswesen wurden erst deutlich später gegründet.

### Vorgängereinrichtungen bis 1945

#### Krefelder Einrichtungen
Auf Initiative der Crefelder Handelskammer wurde 1855 die Crefelder Höhere Webeschule gegründet. Sie wollten damit auf den gestiegenen Bedarf einer Ausbildungsstätte für die wachsenden Seiden-Unternehmen der Stadt reagieren. 1871 wurde dem Antrag stattgegeben, dass diese in eine Staatsanstalt umgewandelt wird. 1878 fordert die Krefelder Industrie, Möglichkeiten und Chancen der neuen aufstrebenden Farben- und Chemieindustrie zu nutzen. Dazu forciert die Handelskammer eine grundlegende Reorganisation der Städtischen Webeschule nach dem Vorbild renommierter ausländischer Einrichtungen. 1883 eröffnet zunächst die Abteilung für Färberei und Appretur. Aus dieser Abteilung wurde 1895 die selbstständige Königliche Webe-, Färberei- und Appreturschule. Alle Zweige der Textiltechnologie und -chemie wurden einbezogen, einschließlich der modernen Farben- und Veredlungsverfahren. Die Schule war die fachliche Vorläuferin der heutigen Fachbereiche Chemie und Textil- und Bekleidungstechnik. 1901 erhielten alle preußischen Textilfachschulen einheitliche Bezeichnungen. In Krefeld gab es nun die Preußische Höhere Fachschule für Textilindustrie (Webeschule) zu Crefeld und die Preußische Höhere Fachschule für Textilindustrie (Färberei- und Appreturschule) zu Crefeld. 1904 wurde die Handwerker- und Kunstgewerbeschule in Krefeld gegründet, aus der die Werkkunstschule hervorging – die Vorläufereinrichtung des heutigen Fachbereichs Design. Nach der nationalsozialistischen Machtergreifung wurden Institute im Sinne der neuen Machthaber gleichgeschaltet. So gab es 1933 auch in Krefeld eine rege Diskussion über die Aufgaben der Kunstgewerbeschulen. Als Resultat wurden die Abteilungen Architektur, Bildhauerei und Keramik 1934 in Krefeld geschlossen. Bereits zuvor wurde 1932 die Höhere Preußische Fachschule für Textile Flächenkunst als neue Abteilung der Webeschule angegliedert, um Künstlern weiterhin die Möglichkeit zu bieten ihre Ambitionen in der Abteilung teils weiterhin nutzbar zu machen. Johannes Itten wurde Leiter der neu gegründeten Schule. Er gehörte zu den Gründern des Bauhauses. 1935 wurden die Färberei- und Appreturschule und die Webeschule organisatorisch vereinigt. 1942 wurde eine Abteilung für chemische Fasererzeugung angegliedert. Ab dem 1. August 1944 war in Krefeld bis zu Ende des Krieges kein Unterricht möglich.

#### Mönchengladbacher Einrichtungen
1896 wollte der Preußische Staat mit Schulgründungen und dem Ausbau von Schulen die Qualität der Führungskräfte verbessern und das Schulwesen neu ordnen. Er baute einen Teil bereits vorhandener Webeschulen aus, andere wurden geschlossen oder verlagert. Die Region Mönchengladbach nutzte ihre Chance zur Errichtung einer eigenen höheren Webeschule. Durch Übersiedlung der höheren Webeschule Köln-Mülheim nach Mönchengladbach/Rheydt entstand im Jahre 1901 die Preußische Höhere Fachschule für Textilindustrie in Mönchen-Gladbach. 1936 wurden die in Mönchengladbach/Rheydt bestehenden Höhere Fachschule für das Textilwesen und die Höhere Bekleidungsfachschule zu einer Ingenieurschule erhoben. Im Wintersemester 1944/45 wurde das Gebäude der Textilingenieurschule und deren Lehrmaterialien fast vollständig zerstört. Die Ausbildung wurde daraufhin ab Ende 1944 bis zum Ende des Krieges nach Münchberg (Oberfranken) an die dort vorhandene Staatliche höhere Textilfachschule verlegt. Bei der Gründung der Hochschule im Jahre 1971 wurde die inzwischen zur Staatlichen Ingenieurschule für Textilwesen aufgestiegene Einrichtung in Mönchengladbach mit der Abteilung für textile Kunst und dem Textil-Technologischen Bereich der Staatlichen Textilingenieurschule in Krefeld vereint.

#### Weitere Einrichtungen
1942 entstand die Textilingenieurschule Aachen, die später bei der Neugründung der Fachhochschule Niederrhein auch Teil der Hochschule wurde. Höhere Fachschulen für die Bekleidungsindustrie entstanden auch in Köln (1946) und Bielefeld (1952), die bei der Gründung der Fachhochschule Niederrhein 1971 in den Fachbereich Textil- und Bekleidungstechnik in Mönchengladbach integriert wurden. Im Rahmen der Konzentrationsmaßnahmen 1971/72 wurden die Einrichtungen in Aachen und Wuppertal ebenfalls nach Mönchengladbach übergesiedelt.

### Vorgängereinrichtungen 1946–1971
1945 begann der Wiederaufbau der Textilingenieurschule in Krefeld. Die vormalig vorgeschlagene kriegsbedingte Verlagerung nach Chemnitz fand nicht statt und Ende November genehmigten die Besatzungsbehörden die Eröffnung der Abteilungen Weberei, Textilkunst und Textilchemische Abteilung mit der Unterabteilung Farben und Lacke. 140 Schüler begannen ihre Ausbildung 1946 an der Schule und in den Folgejahren stieg diese kontinuierlich an. Zum 100-jährigen Jubiläum der Textilingenieurschule konnte der Neubau des ersten Bauabschnitts am Frankenring bezogen werden. Weitere geplante Erweiterungen mussten aufgegeben werden, da die Landesregierung in Nordrhein-Westfalen plante stattdessen Ingenieurausbildungen zu forcieren. 1946 wurde die Textilingenieurschule in Mönchengladbach wiederaufgebaut. Dazu kehrte das Lehrerkollegium aus Münchberg zurück. Auch in Mönchengladbach mussten geplante Erweiterungen aufgegeben werden und konnten erst 1986 in Folge der Konzentration aller Aktivitäten im Bereich Textil- und Bekleidungstechnik in Mönchengladbach fortgeführt werden. 1949 begann auch der Wiederaufbau der Handwerker- und Kunstgewerbeschule in Krefeld als Werkkunstschule. Nachdem die Landesregierung in der Nachkriegszeit die Gründung von Ingenieurschulen forcierte, sollten Schulen in Ostwestfalen (Bielefeld), Südwestfalen (Siegen) und eine dritte Stelle im Westen des Landes gegründet werden. Die Städte Düsseldorf, Mönchengladbach und Krefeld bewarben sich. Daraufhin entschied sich das Kabinett für Krefeld und 1958 wurde die Staatliche Ingenieurschule Krefeld gegründet. Die Hochschulfachbereiche Maschinenbau und Verfahrenstechnik sowie Elektrotechnik und Informatik entwickelten sich. 1962 wurde die Staatliche Höhere Wirtschaftsfachschule in Mönchengladbach gegründet. Abermals gab es zuvor eine Offensive der Landesregierung mit landesweit verteilten Standorten, jedoch unterstützte der neue, aus Mönchengladbach stammende, Ministerpräsidenten Franz Meyers die Gründung in Mönchengladbach. 1968/69 mehrten sich Proteste und Streiksemester in den Vorgängereinrichtungen der Hochschule Niederrhein. Die Schüler forderten einen Hochschulstatus für die Einrichtungen, demokratische Strukturen und Anerkennung ihrer Abschlüsse. Noch während des Streiksemesters verabschiedete der Düsseldorfer Landtag ein vom Kultusminister vorgelegtes Gesetz zur Umwandlung der Ingenieurschulen in Fachhochschulen bis 1971. Als Folge dessen wurde ein Planungsausschuss durch Wissenschaftsminister Johannes Rau eingerichtet, um die Gründung der Fachhochschule Niederrhein vorzubereiten. Am Ende der Vorbereitungen wurde die Zusammenlegung der beiden Standorte in Krefeld und Mönchengladbach beschlossen und die Fachbereiche untereinander aufgeteilt.
Vorgängereinrichtungen vor der Gründung 1971: Werkkunstschule Krefeld, Staatliche Ingenieursschule für Maschinenwesen Krefeld, Staatliche Ingenieursschule für Textilwesen Krefeld, Staatliche Ingenieursschule für Textilwesen Mönchengladbach, Höhere Fachschule für Bekleidungswesen Bielefeld, Höhere Fachschule für Bekleidungswesen Köln, Höhere Fachschule für Hauswirtschaft Essen-Holsterhausen, Höhere Fachschule für Hauswirtschaft Wuppertal-Elberfeld, Höhere Fachschule für Hauswirtschaft Köln-Ehrenfeld, Höhere Fachschule für Hauswirtschaft Rheydt, Höhere Fachschule für ländliche Hauswirtschaft Neuss-Selikum, Höhere Fachschule für Sozialpädagogik Rheydt, Staatlich höhere Wirtschaftsfachschule Mönchengladbach.

### Gründung und weitere Entwicklung
Die Fachhochschule bestand zu Beginn aus acht Fachbereichen mit 352 Mitarbeitern und 3.660 Studierenden. Die Studierendenzahl stieg dabei stetig an: Im ersten Semester der Fachhochschule Niederrhein waren 3.660 Studierende immatrikuliert, 1978 waren über 5.000 Studierende eingeschrieben, im Semester 1989/90 waren es bereits über 10.000 Studierende. Im Wintersemester 2021/22 waren rund 14.200 Studierende eingeschrieben. Zur Gründung der Hochschule wurden die zwei Fachbereiche Ernährung- und Hauswirtschaft sowie Sozialwesen in Mönchengladbach neu gegründet. Der Fachbereich Wirtschaft in Mönchengladbach und die Architekten des Fachbereichs Design siedelten zur Fachhochschule Düsseldorf über.

#### Umsetzung des Lehrbetriebes
Auf Grund der Historie der Vorgängereinrichtungen traten mit der Umwandlung zu einer Fachhochschule neue Herausforderungen für die Vereinbarung von Theorie und Praxis auf. Die 1977 neugegründete IHK Mittlerer Niederrhein übernahm für die Hochschule die Vermittlung mit der Berufspraxis. Die in der IHK organisierten Betriebe ermöglichen bis heute Praxissemester und bieten die Möglichkeit, einen praxisnahe Abschlussarbeit zu schreiben. Die Hochschule stellt ihre Infrastruktur und das fachwissenschaftlich geschulte Personal für die Lehrveranstaltungen zur Verfügung. Zum Wintersemester 1982/83 begannen die ersten Abiturienten einen kooperativen Studiengang in Chemieingenieurwesen oder Maschinenbau/Konstruktionstechnik. Absolventen dieses integrierten Studiums bekamen sowohl ein Diplom als auch den Facharbeiterbrief verliehen. Dieses kooperative Ingenieursausbildung wurde als Krefelder Modell zum Vorbild für andere Fachhochschulen in Deutschland.
Außerdem boten ab 1977 verschiedene Fachbereiche gemeinsam für einen Studiengang Lehrveranstaltungen an und interdisziplinäre Studiengänge wurden konzipiert.
Weiterhin wurde ab den 1990er Jahren an einer international ausgerichteten Zusammenarbeit gearbeitet, so wurde mit der Hogeschool Venlo (heute Teil der privaten Fontys-Schulen) der kooperative Studiengang Wirtschaftsingenieurwesen-Logistikmanagement angeboten. Weitere internationale Kooperationsstudiengänge folgten.

#### Erweiterung des Fächerspektrums bis 2000
Vor der Bereitstellung kooperativer Studiengänge sah sich die Hochschule mit der Situation konfrontiert, dass die Auslastung gegenüber der Kapazität rückgängig war. Dabei lagen verschiedene Kapazitäten zwischen den Standorten und Fachbereichen vor, insgesamt lag die Quote 1996/07 bei 81,3 %. Daraufhin wurde der Kontakt mit den regionalen Schulen ausgebaut und Kontaktlehrer für die Schulen und Kontaktprofessoren aus den einzelnen Fachbereichen benannt. 1995 wurde als weiterhin der Fachbereich Wirtschaftsingenieurwesen mit dem Studiengang Wirtschaftsingenieurwesen-Logistikmanagement eingeführt. Es folgten weitere kooperative Studiengänge, um die Attraktivität der Hochschulstandorte zu steigern. Ein Jahr später wurde zudem ein neues einheitliches Erscheinungsbild für die Hochschule präsentiert und die englische Übersetzung „University of Applied Sciences“ in das Logo aufgenommen. Im Laufe des Jahres 1997 wurde die Konzeption des Studienangebots im Bereich Gesundheitswesen erarbeitet, welche Elemente aus den bereits bestehenden Fachbereichen integrieren sollte. Dies wurde als Maßnahme aus dem Rektorat heraus initiiert, um die Auslastungsquote wieder zu erhöhen und gleichzeitig Hersteller und Betreiber von biomedizinischen Geräten Fach und Führungskräften zu versorgen und allgemein Fachleute für das Gesundheitswesen bereitzustellen; zum Wintersemester 2010 wurde dieser Bereich zu einem eigenständigen Fachbereich. 1999 wurden die ersten Studiengänge mit dem Abschluss Bachelor- und Master gestartet.

#### Entwicklung ab den 2000er Jahren
Im Zuge der niedrigen Auslastung und der örtlichen Nähe sollten ab 2000 unter der Moderation des Wissenschaftsministeriums die Angebote der Fachhochschule Niederrhein und der Fachhochschule Düsseldorf im Maschinenbau und in der Elektrotechnik abgestimmt und Stellen verlagert werden. 2001 folgte die Namensänderung der Fachhochschule zur Hochschule Niederrhein / University of Applied Sciences. Die Hochschule gehörte zu den ersten in Nordrhein-Westfalen, die diesen Schritt zur Namensänderung gegangen sind. 2003 nahm die Hochschule gemeinsam mit drei anderen Hochschulen in NRW am Modellversuch Globalhaushalt teil, der die Einführung ab 2006 an allen Hochschulen vorbereitete. 2010 trat die Hochschule dem Nationalen Kodex für das Ausländerstudium an deutschen Hochschulen der Hochschulrektorenkonferenz bei, der zu einem Ausbau der Serviceleistungen für ausländische Studierende verpflichtet. Zudem ist die Hochschule Niederrhein Gründungsmitglied der Hochschulallianz des Mittelstandes, in der anwendungsorientierte Fachhochschulen (FH) bzw. Hochschulen für angewandte Wissenschaften (HAW) besonders arbeitsmarktorientiert und praxisnah ausbilden. Hierbei wird speziell auf die Ausbildung von Nachwuchsfachkräften für die regionale Wirtschaft Wert gelegt und Praktika, Abschlussarbeiten oder Forschungsprojekte durch regionale Unternehmen offeriert. Seit dem Wintersemester 2015 gibt es den trialen Studiengang Handwerksmanagement. Die Hochschule ist eine der ersten, welches solch ein Studienangebot ermöglicht. Seit 2016 ist die Hochschule als familiengerechte Hochschule zertifiziert. Nach dem reformierten Hebammengesetz bildet die Hochschule seit 2021 Hebammen aus. 2022 unterschrieb die Hochschule die Charta der Vielfalt. Seit dem Wintersemester 24/25 wird der Bachelorstudiengang „Angewandte Psychologie“ angeboten.
Nach der Hochschulversammlung im März 2025 wurde bekannt, dass Thomas Grünewald zum Dezember 2025 in seiner Position als Präsident abgelöst wird. Die Wissenschaftlerin und Juristin Susanne Meyer wurde zur neuen Präsidentin gewählt.

## Struktur
Insgesamt werden 78 Bachelor- und 34 Masterstudiengänge in Vollzeit- und Teilzeit sowie berufsbegleitend und dual angeboten. Auf dem Campus Krefeld West waren 2023 insgesamt 1.231 Studierende eingeschrieben, auf dem Campus Krefeld Süd waren insgesamt 3.619 Studierende eingeschrieben und auf dem Campus Mönchengladbach waren insgesamt 7.953 Studierende eingeschrieben. Der Fachbereich Wirtschaftswissenschaften ist mit 3.676 Studierenden der größte Fachbereich der Hochschule. In Krefeld ist Stand 2023 der Fachbereich Elektrotechnik und Informatik mit 1.287 Studierenden der größte Fachbereich.

### Fachbereiche
- Fachbereich Chemie, Standort Krefeld, Frankenring / Adlerstraße
- Fachbereich Design, Standort Krefeld, Frankenring
- Fachbereich Ingenieurwissenschaften und Informatik, Standort Krefeld, Reinarzstraße
- Fachbereich Oecotrophologie, Standort Mönchengladbach, Rheydter Straße
- Fachbereich Sozialwesen, Standort Mönchengladbach, Webschulstraße / Richard-Wagner-Straße
- Fachbereich Textil- und Bekleidungstechnik, Standort Mönchengladbach, Rheydter Straße / Webschulstraße
- Fachbereich Wirtschaftswissenschaften, Standort Mönchengladbach, Webschulstraße / Richard-Wagner-Straße
- Fachbereich Wirtschaftsingenieurwesen, Standort Krefeld, Reinarzstraße
- Fachbereich Gesundheitswesen, Standort Krefeld, Reinarzstraße

#### Textile Materialien
Besondere Bedeutung hat der Fachbereich Textil- und Bekleidungstechnik, der mit über 2000 Studierenden, 30 Professoren, 25 Lehrbeauftragten und über 30 Mitarbeitern der größte textile Fachbereich Europas ist. Alle zwei Jahre findet auf dem Campus Mönchengladbach die Messe „MG zieht an“ statt, die zusammen mit der Wirtschaftsförderung Mönchengladbach organisiert wird. Zum Fachbereich gehören das Forschungsinstitut für Textil und Bekleidung, an dem im Bereich technische Textilien geforscht wird. Ebenfalls auf dem Campus befindet sich die staatlich benannte Öffentliche Prüfstelle für das Textilwesen, die bundesweit Prüfungen von Persönlicher Schutzausrüstung (PSA), textilen Medizinprodukten, Untersuchungen zur industriellen Wiederaufbereitung sowie zur Hygiene von Textilien durchführt.

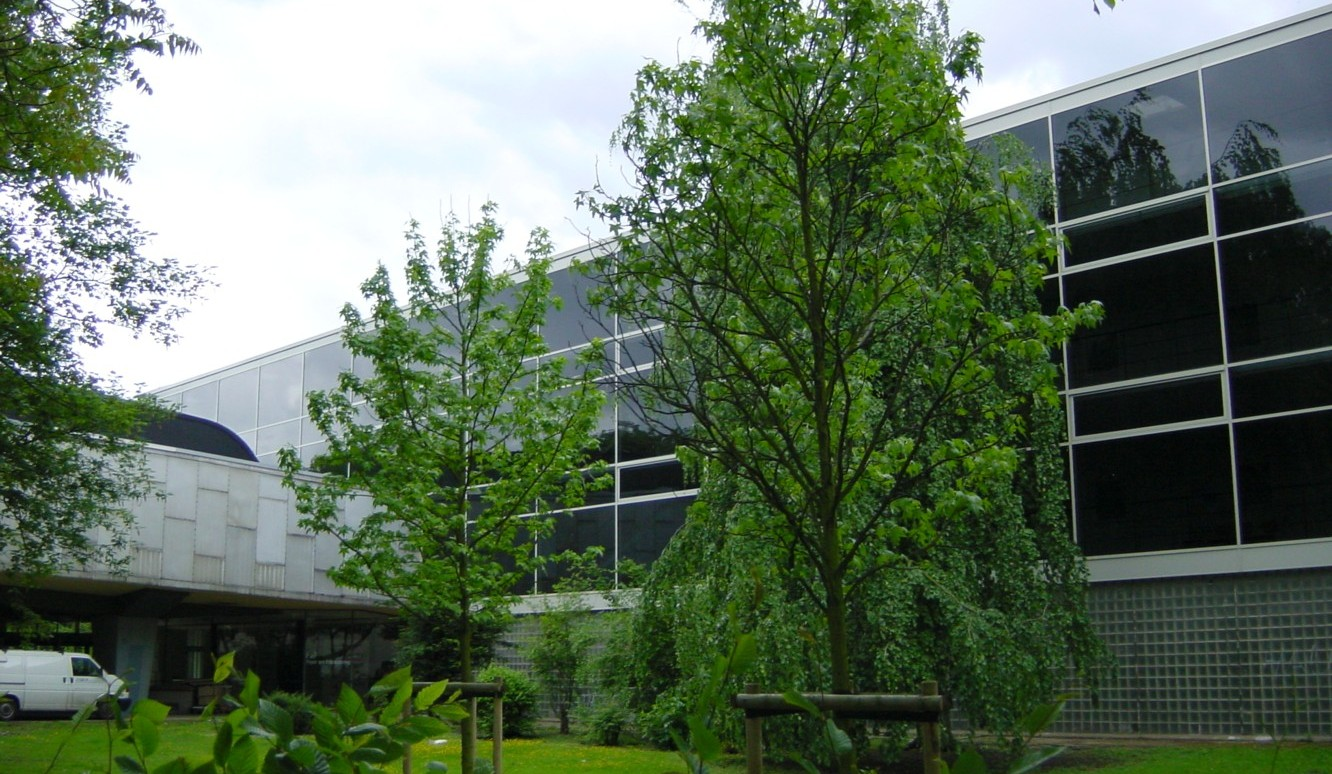
Hochschulgebäude am Frankenring

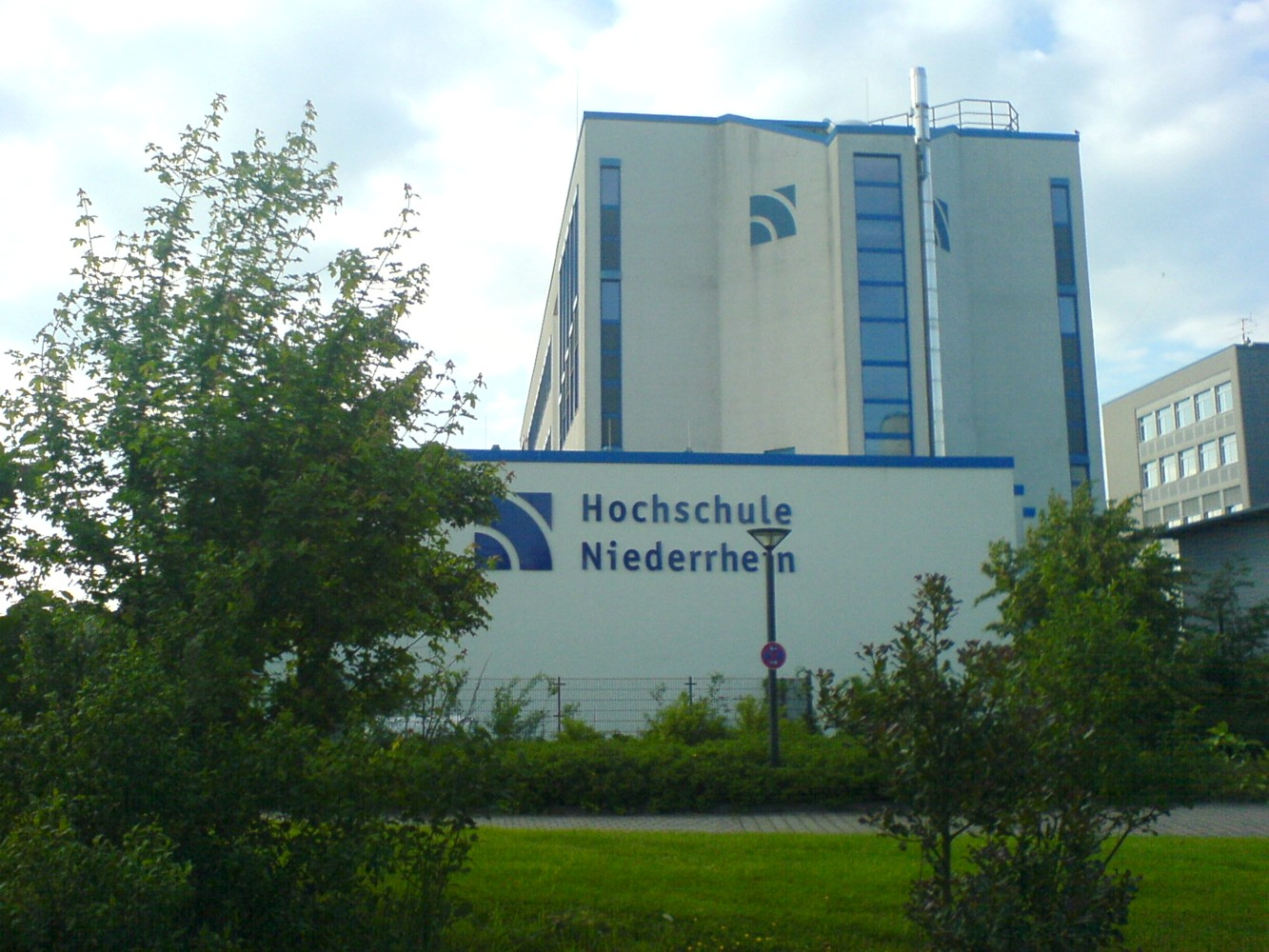
Hochschulgebäude an der Reinarzstraße

## Lehre
Die Hochschule Niederrhein hat ein Tutorenprogramm, das sie im Juni 2016 offiziell akkreditieren ließ, welches seit 2010 besteht. Im Bereich der Lehre war sie zudem bei drei großen Förderprogrammen des Bundesministeriums für Bildung und Forschung erfolgreich. Für die Umsetzung des Konzepts Peer Tutoring und Studienverlaufsberatung, was insbesondere schwächeren Studierenden helfen soll, indem diese individuell begleitet und gefördert werden, erhielt sie in den Jahren 2011 bis 2015 rund 4,7 Millionen Euro; 2015 erhielt sie den Bescheid über 5,3 Millionen Euro für weitere fünf Jahre. In der zweiten Förderrunde des Qualitätspakts Lehre war sie als Koordinatorin des Verbundantrages „Servicestelle Lehrbeauftragtenpool“ erfolgreich. Demnach erhielt sie gemeinsam mit drei anderen Fachhochschulen in Nordrhein-Westfalen vom Bundesministerium Geld, um die Rekrutierung von Lehrbeauftragten professioneller zu gestalten. Das Programm lief Dezember 2016 aus.

### Duales Studium
Seit 1982 gibt es das Krefelder Modell, das mit der Industrie- und Handelskammer Mittlerer Niederrhein entwickelt wurde und an den Fachbereichen Chemie und Maschinenbau begann. Mittlerweile kann man an sieben von zehn Fachbereichen dual studieren. Beim dualen Studium verbringen die Studierenden während der ersten vier Semester drei Tage pro Woche in einem Partnerunternehmen und zwei an der Hochschule. Nach zwei Jahren haben sie ihre Berufsausbildung beendet. Sie studieren dann in Vollzeit weiter und haben nach insgesamt acht – statt sechs – Semestern (Regelstudienzeit) ihren Bachelor-Abschluss (plus Berufsausbildung). Andere Varianten sehen vor, nach dem Berufsabschluss berufsbegleitend weiter zu studieren. Wer sich für ein duales Studium bewerben möchte, braucht einen Ausbildungsvertrag bei einem mit der Hochschule Niederrhein kooperierenden Unternehmen. Ist dieser Ausbildungsvertrag vorhanden, fallen keine weiteren Zulassungsbeschränkungen an.

## Forschung und Drittmittel
Forschungsschwerpunkte der Hochschule sind: Funktionale Oberfläche, Angewandte Gesundheits- und Ernährungsforschung, IT- und Logistikkonzepte, Innovative Produkt- und Prozessgestaltung, Soziale und ökonomische Innovationen, Energieeffizienz. An der Hochschule Niederrhein gibt es derzeit neun Forschungsinstitute und 14 Kompetenzzentren. Dort wird fachbereichsübergreifend anwendungsorientierte Forschung betrieben.
Die Forschungsinstitute:
- Institut für Arbeitssicherheit, Umweltschutz, Gesundheitsförderung und Ethik (A.U.G.E.): Das A.U.G.E. Institut bearbeitet innovative Forschungsfragen aus den Themenfeldern Arbeitssicherheit, Umweltschutz, Gesundheitsförderung und Ethik.
- Institut für Informationssicherheit (CLAVIS): Das Institut bearbeitet anwendungsorientierte Forschungsfragen zur Sicherstellung und Erhöhung der Informationssicherheit von Organisationen in der Region mittlerer Niederrhein.
- Forschungsinstitut für Textil und Bekleidung (FTB): Das Institut arbeitet an Forschungsfragen entlang der gesamten textilen Wertschöpfungskette.
- Geschäftsprozessmanagement und IT (GEMIT): Das Institut für Geschäftsprozessmanagement und IT (GEMIT) befasst sich mit anwendungsorientierter Forschung in den Bereichen Logistik, IT und Human Resources.
- HIT-Institut: Das Institut stellt, unterstützend für Unternehmen und die Hochschulforschung, ein OPEN LAB SPACE zur Verfügung.
- Institut für Lacke und Oberflächenchemie (ILOC): Im Institut für Lacke und Oberflächenchemie (ILOC) werden Drittmittelprojekte der öffentlichen Hand und Industrieprojekte zu anwendungsorientierten Forschungs- und Entwicklungsaufgaben aus unterschiedlichen Bereichen der Lacktechnologie, der Lackchemie, der Synthese, der chemischen Technik, der Oberflächenmodifikation (physikalisch, biologisch, chemisch) und Funktionalisierung bzw. Imprägnierung von polymeren Systemen und deren Charakterisierung mit moderner Analytik durchgeführt.
- Institut für Modellbildung und Hochleistungsrechnen (IMH): Das IMH arbeitet an mathematischen Methoden- und Software-Kompetenzen auf dem Gebiet des maschinellen Lernens und der CAE-basierten Robust-Design-Optimierung in der virtuellen Produktentwicklung.
- Institut für Mustererkennung (iPattern): Das Institut arbeitet an Fragestellungen der Mustererkennung.
- Niederrhein Institut für Regional- und Strukturforschung (NIERS): Das Institut arbeitet an anwendungsorientierter und politikberatender Regionalforschung. Sachliche Schwerpunkte dieser Forschungsarbeit sind sozioökonomische Themenstellungen und Fragen des regionalen Strukturwandels.
- Social Concepts – Institut für Forschung und Entwicklung in der Sozialen Arbeit (SO.CON): Das Institut SO.CON setzt Forschungs- und Entwicklungsprojekte in den Themenfeldern Arbeit, Gesundheit und Soziales um. Querschnittsthemen dabei sind Diversität und Digitales.
- SWK E² – Institut für Energietechnik und Energiemanagement: Das Institut arbeitet im Bereich Energie an der Analyse und Optimierung von Energiesystemen und Prozessen sowohl aus technischer als auch wirtschaftlicher Sicht, durch Professoren unterschiedlicher Schwerpunkte aus den verschiedenen Fachbereichen der Hochschule.[43]

Daneben gibt es folgende Kompetenzzentren:
- Competence Center Microbiology and Biotechnology (CCMB),
- Center Textillogistik (CTL),
- Kompetenzzentrum für flexible, organische und nanostruktur-basierte Elektronikangewandte und optische Technologien (CompASS - Assisted Sailing and Boating),
- Kompetenzzentrum eWeb-Research-Center,
- Kompetenzzentrum EthNa Corporate Social Responsibility (CSR),
- Competence Center eHealth (EHCC),
- Kompetenzzentrum Forschung für intelligente Assistenzsysteme und -technologien (FAST),
- Kompetenzzentrum Frau und Auto,
- Kompetenzzentrum Intelligente Systemlösungen für die Automatisierung (ISA),
- Kompetenzzentrum für Angewandte Mykologie und Umweltstudien (KAMU),
- Kompetenzzentrum Kindheitspädagogik in Bewegung (KiB),
- Kompetenzzentrum Ressourcenorientierte Alter(n)sforschung (REAL),
- Kompetenzzentrum Routinedaten im Gesundheitswesen,
- Kompetenzzentrum Social Urban Design (SOUND),
- Kompetenzzentrum Surface Technology Applied Research (STAR).[44]

Im Jahr 2024 akquirierte die Hochschule Forschungsdrittmittel in Höhe von insgesamt rund 21,5 Millionen Euro. Den größten Teil der Drittmittel, etwa 19,9 Millionen Euro, erhielt die Hochschule für 46 öffentlich geförderte Projekte. Als Geldgeber treten hier die Europäische Union, der Bund oder das Land NRW auf. Aus der Privatwirtschaft wurden zusätzlich 1,1 Millionen Euro für 43 Projekte akquiriert. Der größte Anteil entfällt auf das Projekt Launchcenter Lebensmittel, das mit 4,11 Millionen Euro gefördert wird. Ziel ist der Aufbau eines Innovationszentrums für die Lebensmittelbranche, das gemeinsam mit regionalen Unternehmen neue Produkte und Prozesse entwickelt. Im Projekt SenSpores werden sensorbasierte Verfahren zur schnellen Erkennung von Verunreinigungen in Lebensmitteln erforscht, während SPoHF – Sustainable Production of Healthy Food sich der Entwicklung nachhaltiger Produktionsmethoden durch digitale Datenverarbeitung widmet. Im Bereich Textilwirtschaft und Kreislauffähigkeit werden die Projekte R(h)einTex und [Re]Value gefördert. Diese erforschen neue Recyclingverfahren sowie die Nutzung von Rohstoffen wie Hanf und Schafwolle. Das EU-geförderte Projekt CELLFIL entwickelt Zellulose-Lyocell-Fasern.
Weiterhin unterstützt die Initiative Innovative Hochschule - eine Bund-Länder-Initiative zur Förderung des forschungsbasierten Ideen-, Wissens-, und Technologietransfers - das Projekt Leuchtturm_NIEDERRHEIN - Aus der Höhe in die Breite: Von Einzelerfolgen zu einem systematisch angelegten Transfer in die Region der Hochschule Niederrhein. Das Projekt arbeitet an langfristigen Kooperationen im Bereich Textil und Oberflächentechnologie zwischen der Hochschule und Unternehmen bzw. Organisationen. Das Projekt erhält seit 2018 jährlich Mittel in Höhe von 1,27 Millionen Euro bis Ende 2022 - insgesamt 6,3 Millionen Euro. Die Innovative Hochschule ist das erste Programm des Bundes, das den Wissens- und Technologietransfer an Hochschulen fördert.

## Internationales
Die Hochschule Niederrhein unterhält Kooperationen mit 125 Partnerschulen aus 41 Ländern weltweit. Damit wird es sowohl deutschen Studierenden ermöglicht, einen Studienaufenthalt im Ausland durchzuführen, als auch ausländischen Studierenden, ihr Wissen an den beiden Standorten in Deutschland zu vertiefen. Im Wintersemester 2020/21 waren rund 800 ausländische Studierende an der Hochschule eingeschrieben. Im Wintersemester 2021/2022 startete im Fachbereich Wirtschaftswissenschaften der erste komplett englischsprachige Studiengang der Hochschule.

## Auszeichnungen
- 2008: Die Hochschule gehörte zu den zehn Gewinnern des FH-Extra-Wettbewerbs in NRW. Damit erhielt sie für zwei Forschungsprojekte 278.000 Euro vom Land und der EU.[49]
- 2009: Für ihre grenzüberschreitende Gründerqualifizierung wurde die Hochschule mit dem European Enterprise Award 2009/10 ausgezeichnet worden.[50]
- 2010: Die kooperative Ingenieurausbildung wurde als zukunftsweisend für duale Studiengänge im Bereich Mathematik, Informatik, Naturwissenschaften und Technik im landesweiten Wettbewerb Duale MINT-Studiengänge vom Innovationsministerium des Landes Nordrhein-Westfalen ausgezeichnet.[51] Im selben Jahr belegte das Institut iNano der Hochschule den dritten Platz beim Innovationspreis der IHK.[52]
- 2012: Ein Wissenschaftlerteam der Hochschule wurde beim Hochschulwettbewerb ZukunftErfindenNRW vom Ministerium für Innovation, Wissenschaft und Forschung des Landes Nordrhein-Westfalen ausgezeichnet.[53] Im selben Jahr wurde die Hochschule für einen Imagefilm mit dem red dot junior prize 2012 ausgezeichnet.[54]
- 2013: Ein von der Hochschule gemeinsam mit mehreren Berufsgenossenschaften konzipiertes Arbeitsschutzmobil des Verbandes der Diözesen Deutschlands erhielt bei der Internationalen Arbeitsschutzmesse den zweiten Preis.[55] Im selben Jahr erhielten Designer der Hochschule einen Preis für ihre Forschung über Sprache beim bundesweiten Wettbewerb Den demografischen Wandel gestalten – aber wie? Nachwuchswissenschaftler kommunizieren ihre Arbeit vom Bundesministerium für Bildung und Forschung.[56]
- 2017: Im Rahmen der Preisverleihung für den Hochschulleiter der Wochenzeitung Die Zeit und das Centrum für Hochschulentwicklung (kurz CHE) erhielt Hochschulpräsident Hans-Hennig von Grünberg die Auszeichnung als Hochschulmanager des Jahres 2017.[57] Begründet wurde diese Entscheidung unter anderem durch die maßgebliche Schärfung des Hochschulprofils der Hochschule Niederrhein in Bezug auf Wissens- und Forschungstransfer insbesondere im regionalen Bereich.[58] Grünberg ist ebenfalls Gründungsmitglied und erster Vorsitzender der Hochschulallianz seit November 2014.[59]
- 2020: Für die Einführung eines trialen Studiums im Jahre 2015, als eine der ersten staatliche Hochschule für angewandte Wissenschaften, erhielt Grünberg das Goldene Ehrenzeichen der Handwerkskammer.[60]
- 2021: Die Hochschule wurde vom Capital zu einem der attraktivsten Arbeitgeber der Stadt 2021 ausgezeichnet.[61] Im selben Jahr wurde das Projekt iFoot, das am Fachbereich Gesundheitswesen angesiedelt ist, mit dem Bytes-4-Diabetes-Award ausgezeichnet.[62] Außerdem wurden Forscher der Hochschule für den selbst entwickelten Öko-Nagellack mit dem Innovationspreis des Netzwerkes Zenit ausgezeichnet.[63]
- 2024: Für das Engagement bei der Verwendung von Recyclingpapier wurde die Hochschule im Rahmen des Papieratlas-Hochschulwettbewerbs der Initiative Pro Recyclingpapier (IPR) als recyclingfreundlichste Hochschule ausgezeichnet.[64]

## Denkmalbeschreibung
Das Hauptgebäude der Hochschule Niederrhein in Mönchengladbach ist unter Nr. W 017 am 11. Januar 1988 in die Denkmalliste der Stadt Mönchengladbach eingetragen worden. Das Objekt besteht aus dem Schulgebäude (Webschulstraße 31), dem ehemaligen Direktorenhaus (Webschulstraße 33), der ehemaligen Werkhalle an der Webschulstraße (Fassade und vorderer Baukörper mit Sheddach) und dem ehemaligen Warenprüfamt für das Textilwesen (Rheydter Straße 291).
Schulgebäude: Es handelt sich um einen zweigeschossigen Backsteinbau in neugotischen Formen. Die Straßenfassade gliedert sich in zwei Eck- und einen Mittelrisaliten mit farbig glasierten Backsteinen und Keramikreliefs. Die ehemals vorhandenen Ziergiebel wurden nach starker Kriegszerstörung nicht wieder aufgebaut. Die Haupteingangstür, das Treppenhaus und die Flurbereiche mit gemauerten Gurtbögen und Kreuzgratwölbung sind erhalten, außerdem im Dachgeschoss ein Hörsaal mit noch kompletter Bestuhlung aus der Wiederaufbauzeit.
Werkhalle: Die westlich an der Webschulstraße anschließende eingeschossige Sheddach-Werkhalle mit im Prinzip ursprünglicher, lisenengegliederter Backsteinfassade gehört wegen ihrer straßenbildprägenden Wirkung und als funktional integraler Bestandteil der historischen Ausbildungsstätte zum Denkmal.
Direktorenhaus: Östlich des Hauptgebäudes, an der Ecke zur Richard-Wagner-Straße, steht das weitgehend original erhaltene ehemalige Direktorenhaus. Das zweigeschossige Eckgebäude wird an beiden Straßenseiten durch einen risalitartig vorgezogenen Vorsprung mit Fachwerk-Ziergiebel abgeschlossen. Über Eck ist ein erkerartiger Turm angeordnet, der im Bereich des Erdgeschosses auf gemauerten Konsolen ruht. Den oberen Abschluss bildet ein gemauertes Gesims mit darüber liegendem Fachwerkverband. Das zunächst flach geneigte Zeltdach geht in ein pyramidenförmiges Helmdach mit Zierspitze über. Zwischen Eckturm und Ziergiebel ist an jeder Straßenseite eine Dachgaube im Satteldach angeordnet. Die gegliederte Backsteinfassade ist wie der Ziergiebel und der an der Nordseite angefügte Wintergarten in verzierter Holzbauweise original erhalten. Die Fenster und Fenstereinteilungen sind teilweise original erhalten, ebenso im inneren Treppenhaus, Fliesenboden sowie Zimmertüren mit neugotisch gestalteten Gewänden. Der zwischen Schulgebäude und Direktorenhaus im Wiederaufbau errichtete Zwischenbau ist nicht Teil des Denkmals.
Warenprüfamt: An der Rheydter Straße befindet sich das ehemalige „Öffentliche Warenprüfamt für das Textilgewerbe“ in Mönchengladbach. Das 1916 fertiggestellte Gebäude wurde 1944 stark beschädigt und 1951 wieder in Betrieb genommen. Es handelt sich um ein dreigeschossiges Backsteingebäude mit fünf Fensterachsen, Natursteingesimsbändern, Natursteinfensterbänken, Walmdach mit Dachgesims und drei Dachgauben zur Straßenseite. Im ersten Obergeschoss befindet sich ein Mittelerker auf Natursteinkonsolen. Originale Haustür sowie teilweise alte Fenster sind erhalten, im Erdgeschoss als Rundbogenfenster, im Obergeschoss mit Stichbögen. Der Sockel, die Brüstungsfelder und die Fensterstürze sind als Ziermauerwerk bzw. durch gemauerte Stürze hervorgehoben. Der Eingangsbereich mit Treppenhaus ist an der Südseite risalitartig vorgebaut. In diesem Vorbau sind im ersten und zweiten Obergeschoss östlich des Treppenhauses Loggien eingebaut.

## Persönlichkeiten (Auswahl)
Rektoren/Präsidenten
- Karlheinz Brocks, Rektor von 1971 bis 1980
- Günther Edler, Rektor von 1980 bis 1990
- Karl-Heinz Broermann, Rektor von 1980 bis 1994
- Hermann Ostendorf, Rektor von 1994 bis 2010
- Hans-Hennig von Grünberg, Präsident von 2010 bis 2020
- Thomas Grünewald, Präsident von 2020 bis 2025
- Susanne Meyer, Präsidentin seit 2025

 Professoren (Auswahl)
- Gerhard Bäcker
- Theodor M. Bardmann
- Michael Borg-Laufs
- Dieter Crumbiegel
- Günter Dohr (Lichtkinetiker)
- Klaus Hansen (Politikwissenschaftler)
- Werner Heister
- Gerrit Heinemann
- Hans Jung (Wirtschaftswissenschaftler)
- Gerhard Kadow
- Heinz J. Kersting
- Gudrun Kemsa
- Max Kreuzer
- Wilhelm Mülder
- Claudia Neu
- Dieter Runze
- Gunzelin Schmid Noerr
- Sylvia Thun
- Jens Wetterau
- Fritz G. Winter
- Gudrun Stockmanns

Namhafte Absolventen:
- Sammy Amara, deutscher Grafikdesigner, Sänger und Frontmann von Broilers[66]
- Willi Brase, deutscher Politiker (SPD)
- Horst Eckert (Janosch), deutscher Kinderbuchautor, Zeichner (Vorgängerinstitution: Werkkunstschule Krefeld)
- Heiko Andreas von der Gracht, deutscher Wirtschaftswissenschaftler, Zukunftsforscher und Sachbuchautor
- Chiara Ohoven, deutsche TV-Persönlichkeit
- Klaus Kuenen, Hochschulprofessor[67]
- Werner Pepels, Professor i. R., Diplom-Kaufmann, Lehr- und Fachbuchautor, Abschluss: 1977
- Jil Sander, deutsche Modeschöpferin (Vorgängerinstitution: Staatliche Ingenieurschule für Textilwesen in Krefeld)
- Butterbro, Produzent des ersten KI-generierten Hits in Deutschland